# 维陶塔斯大帝战争博物馆
维陶塔斯大帝战争博物馆位于立陶宛考纳斯。 
博物馆成立于1921年。后来决定迁至较大的地点。新馆的一部分在1930年开放，即立陶宛大公维陶塔斯500周年纪念。完成的博物馆于1936年2月16日开放。展品中包括大量历史上的武器。

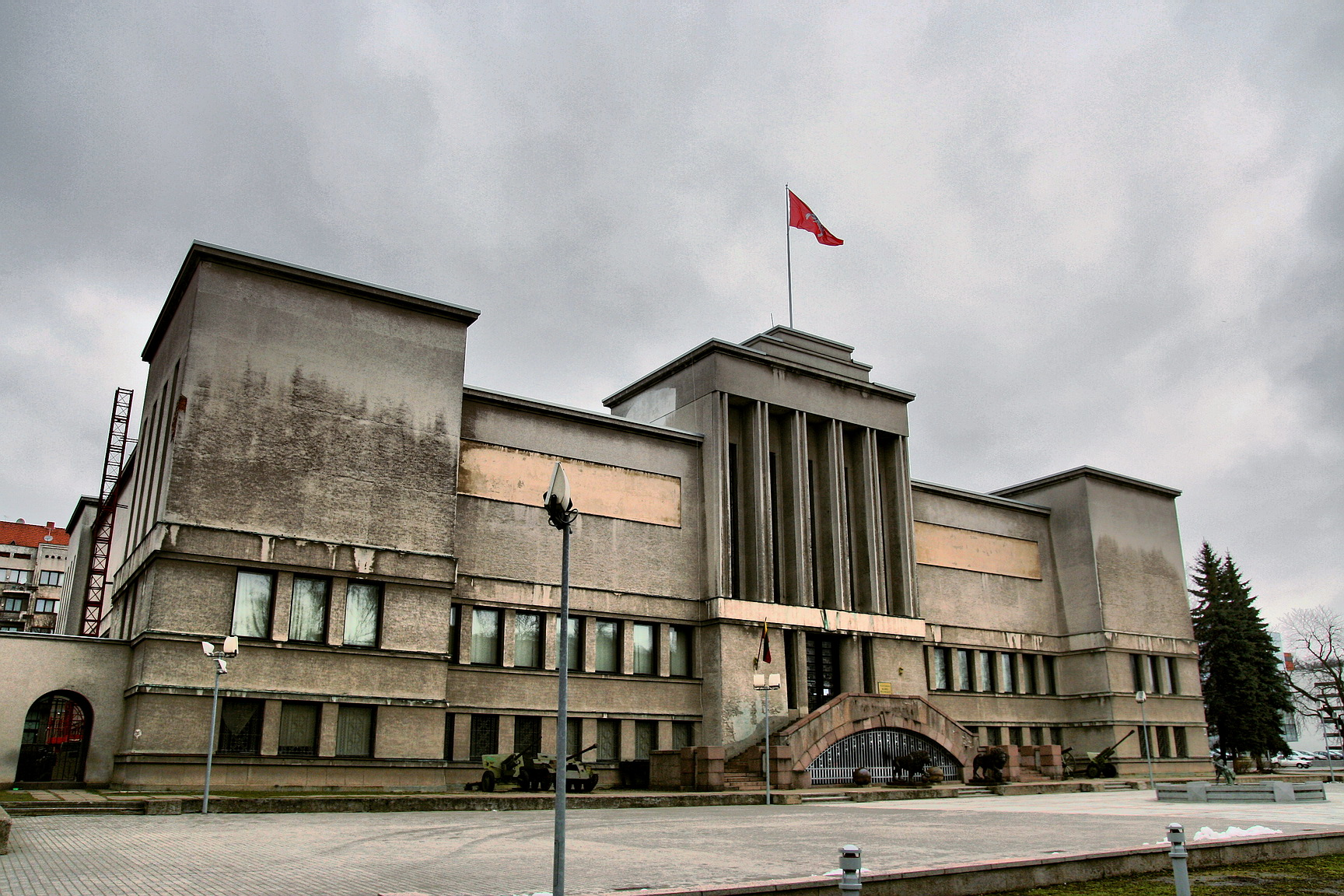
维陶塔斯大帝战争博物馆
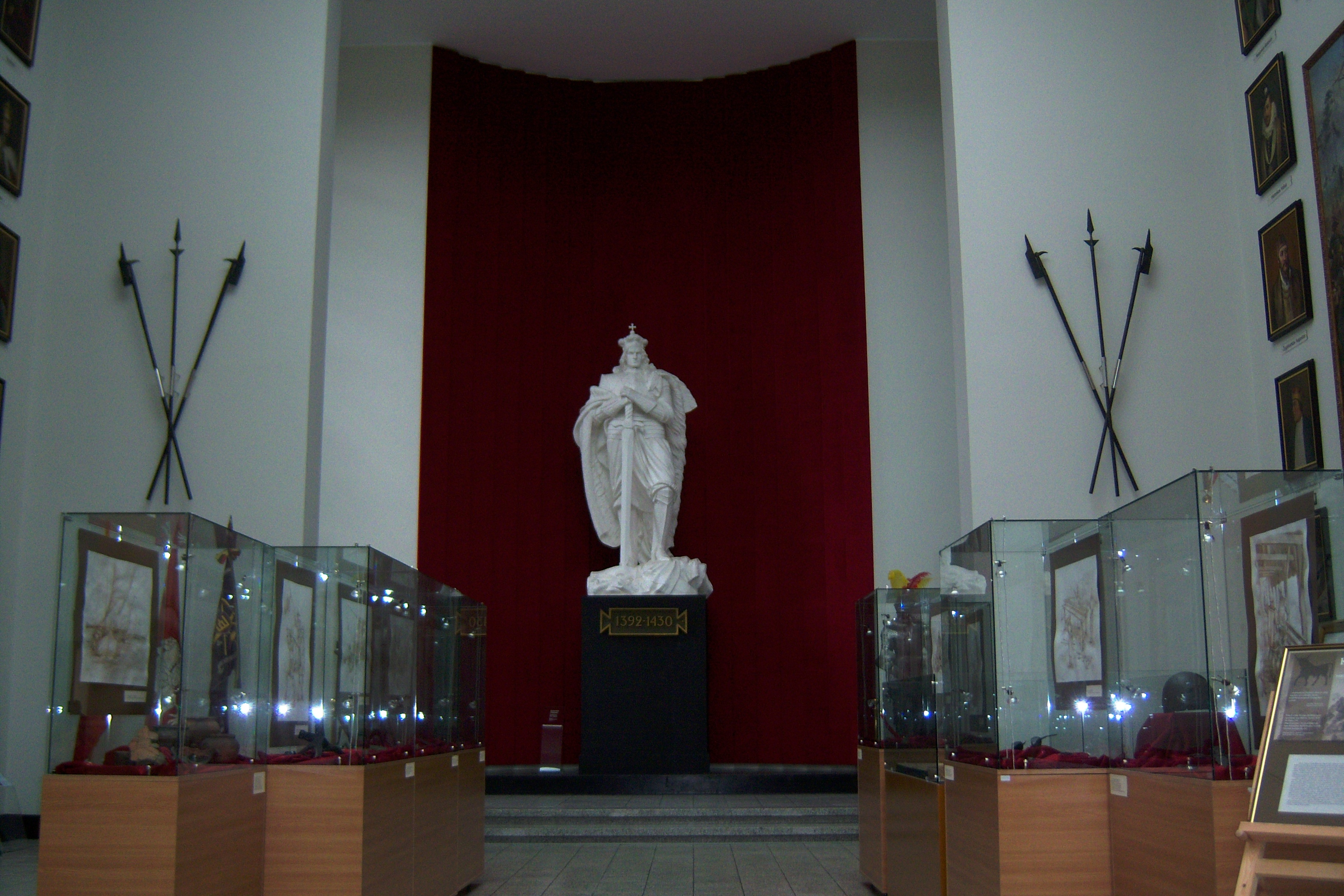
维陶塔斯像
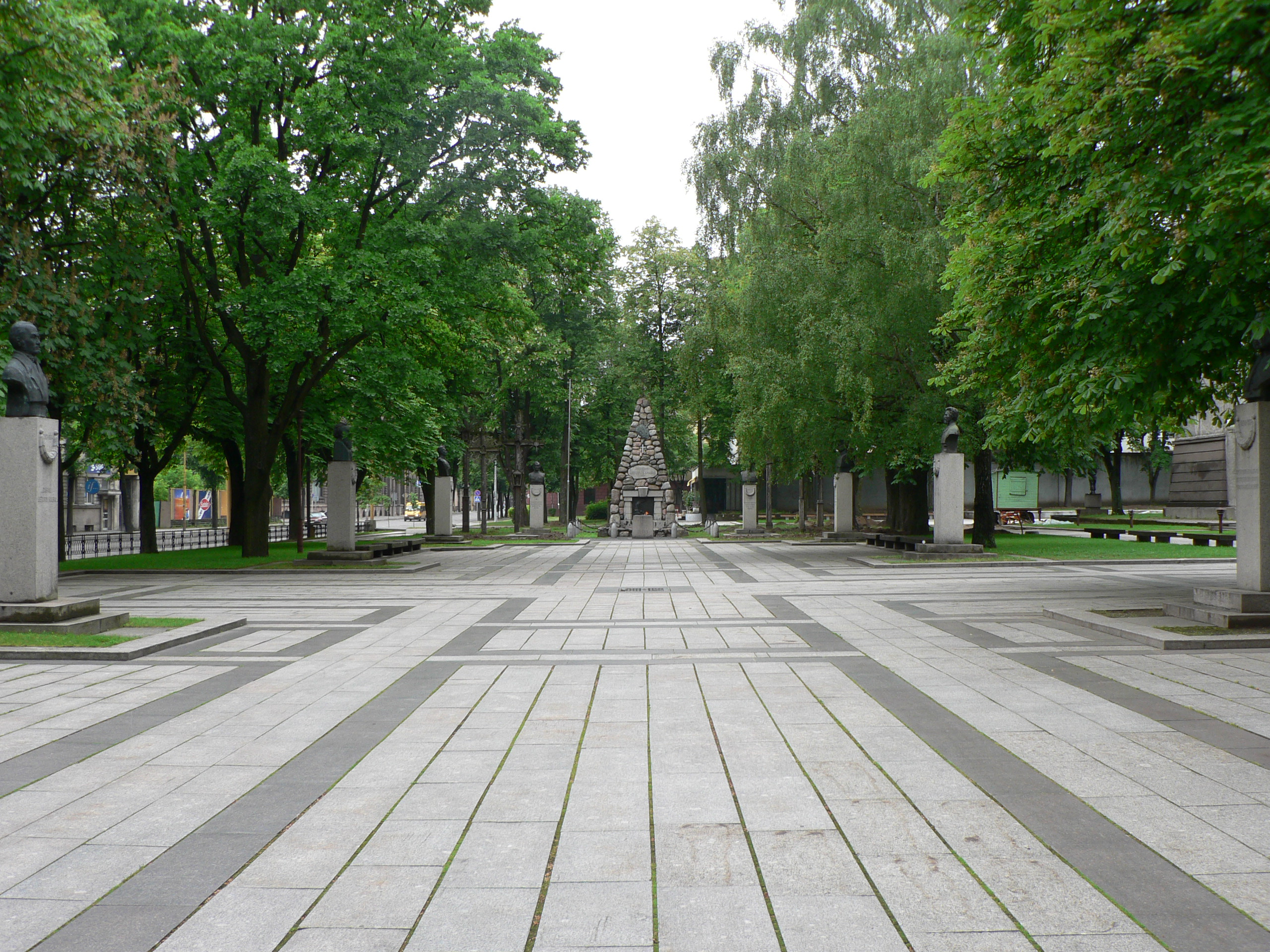
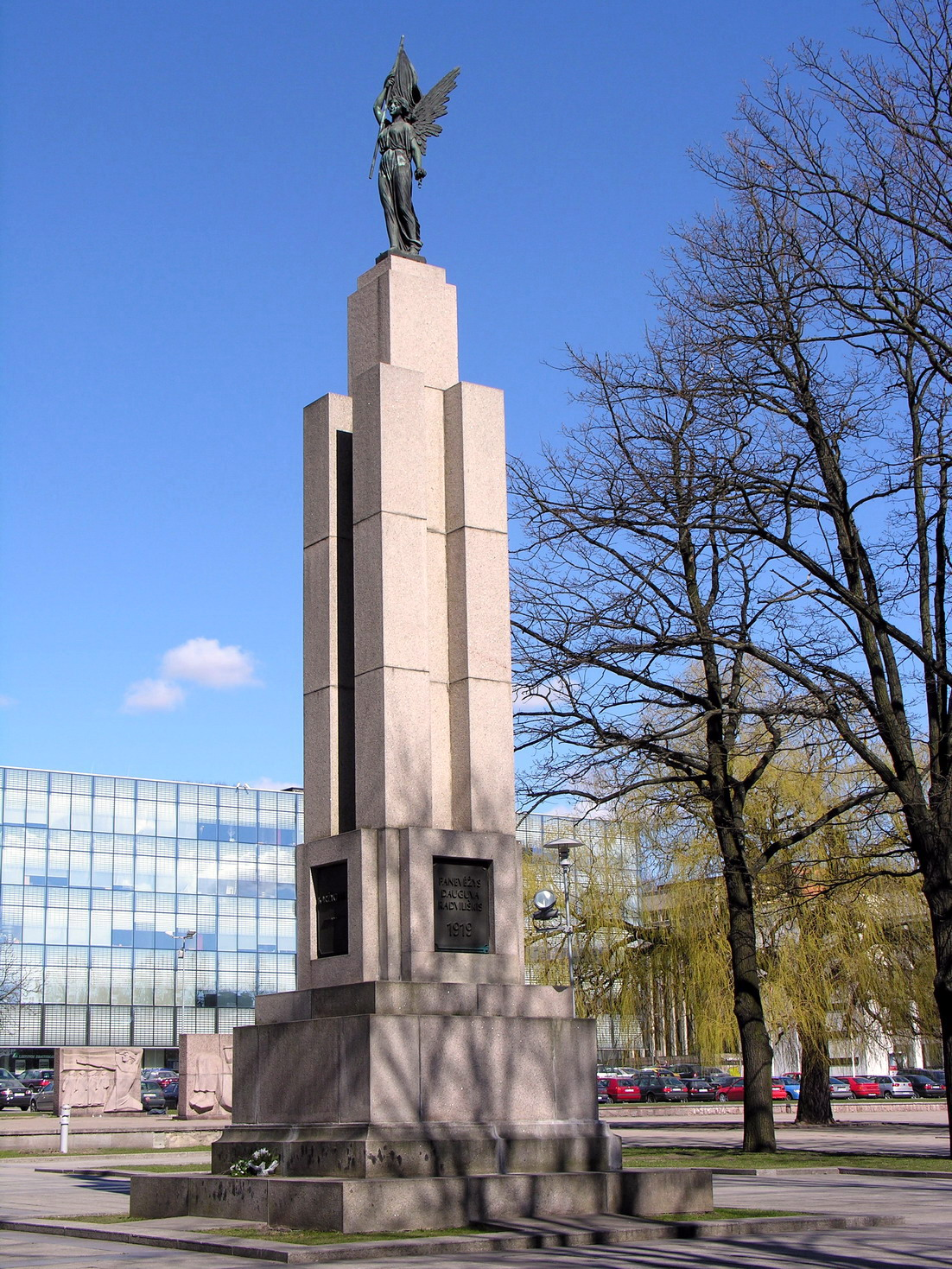
维陶塔斯大帝战争博物馆广场上的自由雕像